# Inderøy
Inderøy è un comune norvegese della contea di Trøndelag.